# Women's Indian Association
The Women's Indian Association (WIA), var en organisation för kvinnors rättigheter i Indien, grundad i Madras 1917.  Det var Indiens första nationella kvinnoförening och räknas tillsammans med  National Council of Women in India (NCWI) 1925 och All-India Women's Conference (AIWC) 1927 som en av Indiens tre ledande pionjärföreningar för kvinnors rättigheter. 

## Historik
WIA grundades vid en tidpunkt när indiska kvinnor inom medel- och överklassen började lämna den traditionella purdahn och röra sig i samhället. Indiska kvinnor hade först verkat med brittiska kvinnor inom utbildningsorganisationen National Indian Association (1870) och sällskapsklubben Ladies Recreational Club (1911), medan den första inhemska kvinnoföreningen, Bharat Stree Mahamandal, hade bildats 1910, men blivit en tillfällig förening. 
Medlemmar ur dessa klubbar samt från Tamil Madar Sangam (Tamil Ladies Association, en lokalförening ur Bharat Stree Mahamandal) samlades under ledning av den mycket inflytelserika religiösa Theosophical Society för att grunda föreningen under ledarskap av Margaret Cousins och Dorothy Jinarajadasa. Den fick 33 lokalföreningar redan under första året, och blev Indiens första nationella kvinnoförening.
WIA delade in sina verksamhetsområden i fyra kategorier: religion, utbildning, politik och filantropi. Inom utbildning gav organisationen yrkeskurser för kvinnor. Inom politikområdet verkade WIA för rösträtt för kvinnor. 